# Jean-Paul Philippot
Pour les articles homonymes, voir Philippot.
Jean-Paul Philippot, né le 26 juin 1960 à Liège en Belgique, est un haut fonctionnaire belge, administrateur général de la RTBF depuis le 18 février 2002 et président de l'Union européenne de radio-télévision (UER) de 2009 jusqu'au 1er janvier 2019.

## Biographie
En 1984, Jean-Paul Philippot obtient le diplôme d'ingénieur commercial à la Solvay Business School de l'Université libre de Bruxelles. De 1985 à 1987, il est directeur du Centre hospitalier Molière-Longchamp, puis, de 1987 à 1989, consultant dans divers pays, toujours dans le secteur hospitalier.
En 1988-89, il est commissaire spécial du gouvernement, chargé de la restructuration du CPAS de Liège. De 1989 à 1995, il est conseiller, puis chef de cabinet adjoint du ministre-président de la Région de Bruxelles-Capitale Charles Picqué.
Vice-président de l’École régionale d’administration publique de 1994 à 2000, il est également en 1995, directeur du cabinet du ministre de la Culture de la Communauté française de Belgique Charles Picqué.
De 1996 à 2002, il remplit les fonctions d'administrateur délégué de l'Interhospitalière régionale des infrastructures de soins (réseau des hôpitaux publics), président de la section Financement du Conseil national des établissements hospitaliers, membre de la commission de contrôle budgétaire de l’INAMI, coprésident de l’Association des établissements publics de soins et administrateur de la Société régionale d'investissement bruxelloise.
Le 18 février 2002, il devient administrateur général de la RTBF, où il lance le plan Magellan visant à moderniser la structure de l'entreprise et à en améliorer les finances.
Il est élu président de l'Union européenne de radio-télévision (UER) lors de l'assemblée générale de juillet 2008 qui se tient à Budapest et prend ses fonctions le 1er janvier 2009. Il est réélu pour un cinquième mandat en 2016.
En octobre 2012, il participe au défi sportif Liège-Bastogne-Liège avec quatorze journalistes de la RTBF pour le compte de l'opération caritative Cap 48. Jean-Paul Philippot parcourt à vélo, en deux jours, les 260 kilomètres de « la Doyenne ».
En juillet 2020, alors que son mandat à la tête de la Radio-télévision belge de la Communauté française vient d'être fraîchement renouvelé, l'administrateur général se porte candidat à la tête de France Télévisions. 